# Ryttare i blått
Ryttare i blått es una película sueca de género dramático estrenada en 1959, dirigida por Arne Mattsson y protagonizada en los papeles principales por Annalisa Ericson, Gunnel Broström y Bengt Brunskog.

## Sinopsis
Una hermosa viuda ve al legendario fantasma “Ryttare i blått” (Jinete azul) en un parque, pero cuando pide ayuda, el fantasma desaparece sin dejar rastro. Todo el mundo piensa que se ha inventado la historia, pero pronto descubren que no es así, ya que empezarán a ocurrir una serie de extraños acontecimientos.

## Reparto (selección)
- Annalisa Ericson ... Kajsa Hillman
- Gunnel Broström ... Elly Weinestam
- Bengt Brunskog ... Douglas Weinestam
- Gio Petré ... Git Malmström
- Björn Bjelfvenstam ... Henrik Löwe
- Mona Malm ... Kerstin Renman
- Erik Hell ... Kurt Forsberg
- Lena Granhagen ... Sonja Svensson
- Nils Hallberg ... Freddy Sjöström
- Karl-Arne Holmsten ... John Hillman
- Lauritz Falk ... Axel Weber
- Kotti Chave ... Sune Öhrgren
- Olle Grönstedt ... Veterinario batallón
- John Melin ... Åberg
- Olof Huddén ... Rutger von Schöffer
- Björn Gustafson ... Guardaespaldas
- Sven Wollter ... Fotógrafo de prensa
- Ewa Strömberg